# Tschinvali
Tschinvali (Georgisch: ცხინვალი, Tschinvali; Ossetisch: Цхинвал, Tschinval; Russisch: Цхинвал, Tschinval) is de hoofdstad van de Georgische afscheidingsrepubliek Zuid-Ossetië en heeft ruim 33.000 inwoners (2022).) De stad ligt 90 kilometer ten noordwesten van de Georgische hoofdstad Tbilisi en 30 kilometer ten noorden van Gori. Tschinvali is gesitueerd aan de Grote Liachvi op een hoogte van ongeveer 860 meter boven zeeniveau.

## Geschiedenis
Volgens Georgische kronieken gaat de stichting van Tschinvali terug naar de 3e eeuw, terwijl archeologische vondsten uit de bronstijd wijzen op eerdere menselijke bewoning in de directe omgeving.
In 1392 werd de nederzetting al als stad beschreven en kreeg het in de 15e eeuw een toponiem waar de hedendaagse naam van is afgeleid. Het oud-Georgische Krtschinvali (Georgisch: ქრცხინვალი), betekent de 'plaats van de haagbeuk': rtschila (რცხილა) is het Georgische woord voor 'haagbeuk').

### Handelsstad

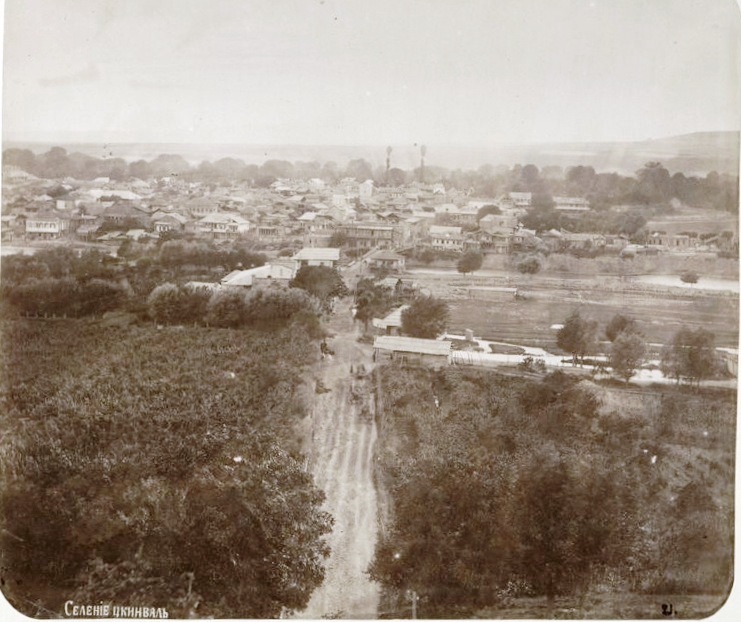
Tschinvali omstreeks 1886.

In de 14e-16e eeuw werd Tschinvali bewoond door lijfeigenen. Van 1608 tot zijn dood in 1629 was Giorgi Saakadze de Mouravi (მოურავი, gouverneur) van Tschinvali. Hij was ook de mouravi van Tbilisi en de provincie Dvaleti en groeide uit tot de bekendste mouravi in de Georgische geschiedenis. Tegen de 18e eeuw was Tschinvali een kleine "koninklijke stad", met een prominent fort. Koning Erekle II van het koninkrijk Kartli-Kachetië zorgde voor de ontwikkeling en groei van diverse Georgische steden, waaronder Tschinvali.
Door de ligging aan een handelsroute door de Grote Kaukasus die Tbilisi en Gori verbond met Ratsja, Dvaleti en de Noordelijke Kaukasus, ontwikkelde Tschinvali zich geleidelijk tot een handelsstad met een gemengde Georgisch-joodse, Georgische, Armeense bevolking. In 1772 werd het door een invasie van Lezgiërs geplunderd. In 1801 werd de stad net als de rest van Kartli-Kachetië door het Russische Rijk geannexeerd, en viel het na verschillende bestuurlijke herzieningen onder het Gouvernement Tiflis. In 1886 woonden er bijna 4.000 mensen, waarvan 51% Georgische Joden, 30% Georgiërs en 19% Armeniërs.

### Georgisch-Osseets conflict

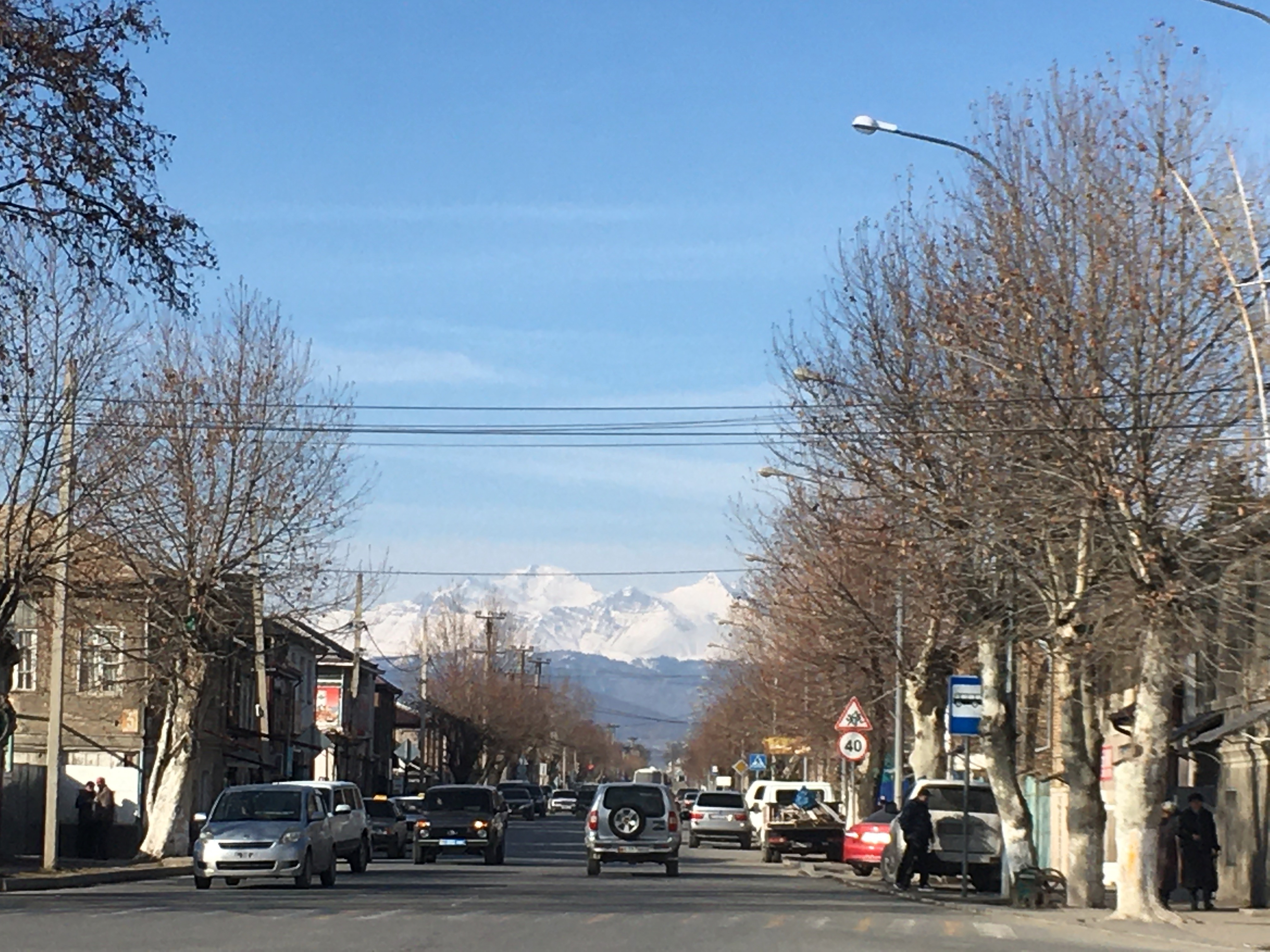
Hoofdstraat in Tschinvali.

In maart 1918 werd in Tschinvali een sessie gehouden van de in 1917 opgerichte Nationale Raad van Zuid-Ossetië, geheel bestaand uit bolsjewieken, die de oprichting van een Osseetse bestuurlijke eenheid eisten, waarna een opstand in de stad uitbrak die door de Georgische Nationale Garde werd onderdrukt. In 1920 werd door de Zuid-Osseetse Nationale Raad het Zuid-Osseetse Revolutionair Comité (Revkom) opgericht, die eenzijdig de autonomie van de Osseten in de Democratische Republiek Georgië uitriep met als hoofdstad Tschinvali.
In juni van dat jaar werd de stad kort ingenomen door Osseetse rebellen die met hulp uit Rusland een opstand in Dzjava waren begonnen om een Ossetisch Sovjet regime in te stellen. De Georgische strijdkrachten ontzetten de stad en verjoegen de rebellen terug naar Roki, tegen de Russische grens. De onderdrukking van de opstand staat bij Osseten te boek als 'Osseetse genocide': er kwamen circa 5.000 Osseten bij om.
Nadat het Rode Leger in 1921 de Democratische Republiek Georgië veroverd had, werd de Zuid-Ossetische Autonome Oblast in 1922 opgericht. Tientallen Georgische dorpen en de Georgische gemeenschap in Tschinvali protesteerden tegen de voorgenomen inclusie in Zuid-Ossetië. De Georgische gemeenschap in Tschinvali, die in 1921 in een grote meerderheid was, vond het onterecht dat het in de voorgenomen oblast werd getrokken. De Sovjet-autoriteiten zagen echter geen alternatief: Tschinvali was de enige plaats van formaat dat tot bestuurlijk centrum en hoofdstad van de oblast kon worden bestempeld.

### Stalinir
In 1934 werd Tschinvali hernoemd in Stalinir (Russisch: Сталин) ter ere van Jozef Stalin, om op 24 november 1961 tijdens de destalinisatie onder Sovjetleider Nikita Chroesjtsjov weer de oorspronkelijke naam Tschinvali terug te krijgen. In 2020 werd de naam Stalinir opnieuw geïntroduceerd voor het gebruik bij speciale feestelijkheden in relatie tot de Grote Vaderlandse Oorlog.

### Russisch-Georgische Oorlog
In de nacht van 7 op 8 augustus 2008 werd Tschinvali belegerd door Georgische troepen. Nadat Russische bommenwerpers tegenaanvallen deden zijn er Russische tanks de stad binnengetrokken.

## Bestuurlijke indeling
Bestuurlijk is de stad een apart hoofdstedelijk district binnen de afscheidingsrepubliek Zuid-Ossetië, los van het gelijknamige rurale district Tschinvali. Voor de Georgische autoriteiten, die feitelijk geen controle hebben over de stad, ligt Tschinvali in de regio Sjida Kartli en hoort bij de gemeente Gori.

## Demografie
Begin 2022 had Tschinvali 33.054 inwoners, een stijging van bijna 9% sinds de volkstelling van 2015. Dit is 58% van de Zuid-Osseetse bevolking. Volgens de volkstelling van 2015 bestond de stad voor ruim 94% uit Osseten en 1,8% uit Georgiërs. Andere etnische minderheden zijn Russen (1,6%), Armeniërs (1,1%) en geringe aantallen Oekraïners, Azerbeidzjanen, Tadzjieken en Pontische Grieken..
| Demografisch verloop van Tschinvali | Demografisch verloop van Tschinvali | Demografisch verloop van Tschinvali | Demografisch verloop van Tschinvali | Demografisch verloop van Tschinvali | Demografisch verloop van Tschinvali | Demografisch verloop van Tschinvali | Demografisch verloop van Tschinvali | Demografisch verloop van Tschinvali | Demografisch verloop van Tschinvali | Demografisch verloop van Tschinvali | Demografisch verloop van Tschinvali | Demografisch verloop van Tschinvali | Demografisch verloop van Tschinvali | Demografisch verloop van Tschinvali | Demografisch verloop van Tschinvali | Demografisch verloop van Tschinvali | Demografisch verloop van Tschinvali | Demografisch verloop van Tschinvali | Demografisch verloop van Tschinvali |
| | 1886                                | 1886                                | 1922                                | 1922                                | 1939                                | 1939                                | 1959                                | 1959                                | 1970                                | 1970                                | 1979                                | 1979                                | 1989                                | 1989                                | 2009                                | 2015                                | 2015                                | 2022                                |                                     |
| --- | ----------------------------------- | ----------------------------------- | ----------------------------------- | ----------------------------------- | ----------------------------------- | ----------------------------------- | ----------------------------------- | ----------------------------------- | ----------------------------------- | ----------------------------------- | ----------------------------------- | ----------------------------------- | ----------------------------------- | ----------------------------------- | ----------------------------------- | ----------------------------------- | ----------------------------------- | ----------------------------------- | ----------------------------------- |
| Aantal | 3.832                               | 3.832                               | 4.543                               | 4.543                               | 13.810                              | 13.810                              | 21.641                              | 21.641                              | 30.311                              | 30.311                              | 34.791                              | 34.791                              | 42.333                              | 42.333                              | 17.000                              | 30.432                              | 30.432                              | 33.054                              |                                     |
| |                                     |                                     |                                     |                                     |                                     |                                     |                                     |                                     |                                     |                                     |                                     |                                     |                                     |                                     |                                     |                                     |                                     |                                     |                                     |
| Georgiërs | 1.135                               | 29,6%                               | 1.436                               | 31,6%                               | 3.433                               | 24,9%                               | 4.652                               | 21,5%                               | 5.475                               | 18,1%                               | 5.584                               | 16,1%                               | 6.905                               | 16,3%                               | -                                   | 535                                 | 1,8%                                | -                                   |                                     |
| Georgische Joden | 1.953                               | 51,0%                               | 1.651                               | 36,3%                               | 1.946                               | 14,1%                               | 33                                  | 0,1%                                | -                                   | -                                   | 652                                 | 1,9%                                | -                                   | -                                   | -                                   | -                                   | -                                   | -                                   |                                     |
| Osseten | 0                                   | 0%                                  | 613                                 | 13,5%                               | 6.122                               | 44,3%                               | 12.432                              | 57,4%                               | 20.846                              | 68,8%                               | 25.319                              | 72,8%                               | 31.537                              | 74,5%                               | -                                   | 28.712                              | 94,3%                               | -                                   |                                     |
| Armeniërs | 744                                 | 19,4%                               | 765                                 | 16,8%                               | 826                                 | 6,0%                                | 860                                 | 4,0%                                | 768                                 | 2,5%                                | 712                                 | 2,0%                                | 734                                 | 1,7%                                | -                                   | 339                                 | 1,1%                                | -                                   |                                     |
| Russen | 0                                   | 0%                                  | 64                                  | 1,4%                                | 1.185                               | 8,6%                                | 1.583                               | 7,3%                                | 1.180                               | 3,9%                                | 1.737                               | 5,0%                                | 1.836                               | 4,3%                                | -                                   | 479                                 | 1,6%                                | -                                   |                                     |
| Verantwoording data: 1886, 1922, 1939-1989, etnische samenstelling 1970, 1979, 2002. Zuid-Osseetse volkstelling 2015, jaarstatistieken 2021 De statistieken na 2002 namens Zuid-Ossetië worden niet door Georgië erkend. |                                     |                                     |                                     |                                     |                                     |                                     |                                     |                                     |                                     |                                     |                                     |                                     |                                     |                                     |                                     |                                     |                                     |                                     |                                     |

### Etniciteit

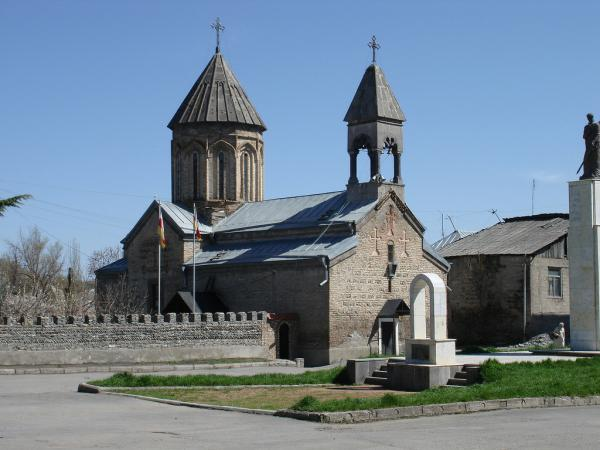
Armeense kerk in Tschinvali.

Oorspronkelijk was Tschinvali een Georgisch bewoond dorp, met naast een substantiële groep Armeniërs een grote Georgisch-Joodse gemeenschap. Volgens de volkstelling van 1886 vormde de Joodse gemeenschap een meerderheid in Tschinvali. Pas in de 20e eeuw kwamen Osseten zich in Tschinvali vestigen, wat in een versnelling raakte toen Tschinvali in 1922 tot hoofdstad van de Zuid-Ossetische Autonome Oblast werd bestempeld. In de jaren 1930 werd de Georgische gemeenschap getalsmatig ingehaald door de Osseten en werd het een minderheid. Door het Georgisch-Ossetisch conflict werd de Georgische gemeenschap feitelijk verdreven uit de stad, en is het nu een kleine minderheid in een praktisch mono-etnisch Osseetse stad.

## Vervoer

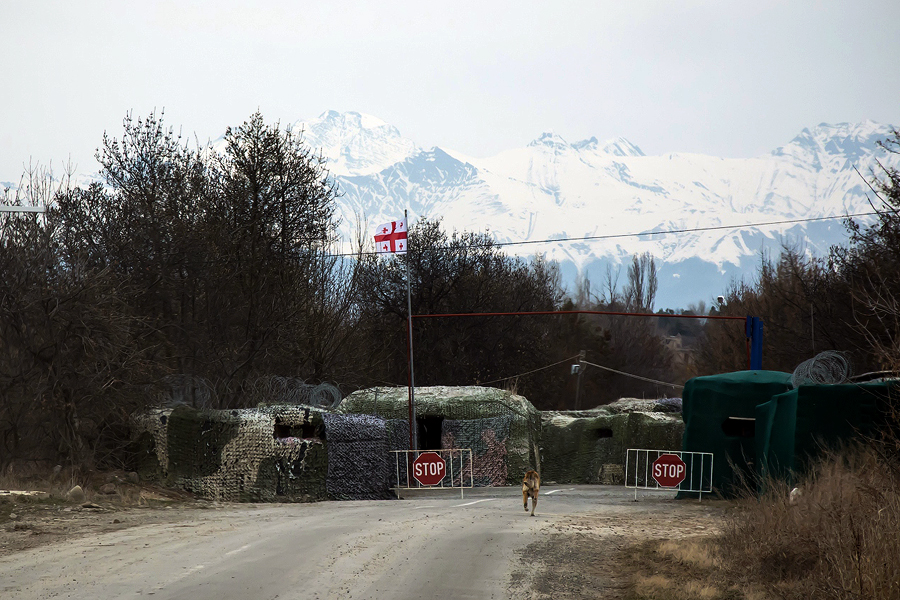
Wegblokkade ten zuiden van Tschinvali

Tschinvali is sinds 1986 verbonden met de Russische deelrepubliek Noord-Ossetië via de Transkaukasische hoofdweg (Transkam), de levensader van Zuid-Ossetië. Formeel is het Zuid-Osseetse deel van de weg onderdeel van de Georgische S10. Op de Russische grens ligt de bijna vier kilometer lange Roki-tunnel, destijds de langste autotunnel in de Sovjet-Unie. Oorspronkelijk ging de Transkam vanaf Tschinvali in zuidwaartse richting door naar Gori, maar tussen Tschinvali en het nabijgelegen Georgisch gecontroleerde dorpje Ergneti is de weg afgesloten. Sinds de oorlog van 2008 wordt deze plek gebruikt voor conflictbemiddelingsbijeenkomsten en uitwisseling van gedetineerden waarbij internationale actoren zoals de EUMM-missie betrokken zijn.
Verder verbindt de Georgische nationale route Sh23 Tschinvali met alle belangrijke dorpen van het westelijke district Znaur (Tigva). In oostelijke richting loopt de Sh140, die de toegangsroute was tot de Georgische dorpen in de Kleine Liachvi-vallei van de gemeente Eredvi, maar die bovenal ook de verbinding is naar Achalgori (Leningor).

### Spoorlijn
Tschinvali werd in 1940 vanaf Gori per spoor verbonden. Er waren al vanaf de 19e eeuw plannen voor een spoorverbinding door de Grote Kaukasus naar Rusland, via een lange spoortunnel. Ondanks verschillende onderzoeken tot in de jaren 1940 kwam deze er niet door tegenstand van de Georgische Sovjet-autoriteiten. Tschinvali is sinds de burgeroorlog in 1991 niet meer per trein te bereiken en het spoor tussen het laatste Georgisch gecontroleerde station in Nikozi en Tschinvali is grotendeels opgebroken. Een poging in 2004 deze verbinding te herstellen is destijds op niets uitgelopen.

## Stedenbanden
Tschinvali heeft stedenbanden met:
- Archangelsk (Rusland)[27]
- Vladivostok (Rusland)[28]

## Geboren in Tschinvali
- Edoeard Kokojti (1964), tweede president van Zuid-Ossetië (2001-2011)
- Anatoli Bibilov (1970), vierde president van Zuid-Ossetië (2017-2022)
- Alan Gaglojev (1981), vijfde president van Zuid-Ossetië (2022)